# Ēriks Grigjans
Ēriks Grigjans (Daugavpils, 25 dicembre 1964) è un ex calciatore e allenatore di calcio lettone, di ruolo portiere.

## Carriera

### Calciatore

#### Club
Ha cominciato a giocare nel Celtnieks (militante nei campionati lettoni, all'epoca competizione regionale sovietica), per poi passare nei campionati nazionali sovietici con il Zveynieks Liepaya. Ritornato al Celtnieks, vinse una Coppa della RSS Lettone (l'ultima prima della ritrovata indipendenza).
Dopo la dissoluzione dell'Unione Sovietica gioca nell'Olimpija Rīga (inizialmente nota come Kompar-Daugava). Dopo un anno al DAG Liepāja ritorna nuovamente al Celtnieks, nel frattempo rinominato in Lokomotive.
Passa infine al Valmiera, per poi giocare per tre anni nell'FK Riga. Chiuse la carriera nuovamente a Daugavpils, stavolta al Ditton.

#### Nazionale
Il suo esordio è avvenuto in occasione della seconda storica partita della Lettonia dopo il ritorno dell'indipendenza, l'amichevole dell'8 aprile 1992 contro Malta, entrando negli ultimi 20 minuti al posto di Raimonds Laizāns. Giocò titolare nella partita di Coppa del Baltico contro l'Estonia, un mese e mezzo dopo.
Totalizzò 3 presenze in nazionale, subendo 2 reti.

### Allenatore
Cominciò ad allenare nel Ditton, laddove aveva finito di giocare; passò quindi per due anni alla guida del Rīga.
In seguito allenò lo Zibens/Zemessardze  e il Blāzma.

## Palmarès

### Club
- Coppa di Lettonia: 1

Celtnieks: 1991

## Statistiche

### Cronologia presenze e reti in Nazionale
| Cronologia completa delle presenze e delle reti in nazionale ― Lettonia | Cronologia completa delle presenze e delle reti in nazionale ― Lettonia | Cronologia completa delle presenze e delle reti in nazionale ― Lettonia | Cronologia completa delle presenze e delle reti in nazionale ― Lettonia | Cronologia completa delle presenze e delle reti in nazionale ― Lettonia | Cronologia completa delle presenze e delle reti in nazionale ― Lettonia | Cronologia completa delle presenze e delle reti in nazionale ― Lettonia | Cronologia completa delle presenze e delle reti in nazionale ― Lettonia |
| Data                                                                    | Città                                                                   | In casa                                                                 | Risultato                                                               | Ospiti                                                                  | Competizione                                                            | Reti                                                                    | Note                                                                    |
| ----------------------------------------------------------------------- | ----------------------------------------------------------------------- | ----------------------------------------------------------------------- | ----------------------------------------------------------------------- | ----------------------------------------------------------------------- | ----------------------------------------------------------------------- | ----------------------------------------------------------------------- | ----------------------------------------------------------------------- |
| 26-5-1992                                                               | Attard                                                                  | Malta                                                                   | 1 – 0                                                                   | Lettonia                                                                | Amichevole                                                              | -                                                                       | 70’                                                                     |
| 10-7-1992                                                               | Liepāja                                                                 | Lettonia                                                                | 2 – 1                                                                   | Estonia                                                                 | Coppa del Baltico 1992                                                  | -1                                                                      |                                                                         |
| 12-3-1996                                                               | Larnaca                                                                 | Cipro                                                                   | 1 – 0                                                                   | Lettonia                                                                | Amichevole                                                              | -1                                                                      |                                                                         |
| Totale                                                                  |                                                                         | Presenze                                                                | 3                                                                       |                                                                         | Reti                                                                    | -2                                                                      |                                                                         |